# Dave Franco
Pour les articles homonymes, voir Franco (homonymie).
 (avril 2018).
Si vous disposez d'ouvrages ou d'articles de référence ou si vous connaissez des sites web de qualité traitant du thème abordé ici, merci de compléter l'article en donnant les références utiles à sa vérifiabilité et en les liant à la section « Notes et références ».
David Franco, dit Dave Franco, né le 12 juin 1985 à Palo Alto en Californie, est un acteur, réalisateur et scénariste américain. Il est le frère de l'acteur James Franco.
À la télévision, il est surtout connu pour son rôle de Cole Aaronson dans la neuvième saison de la comédie médicale Scrubs.
Mais c'est au cinéma qu'il est révélé au grand public, en étant au casting des succès populaires  21 Jump Street (2012), Insaisissables (2013) et Nos pires voisins (2014), ainsi que leurs suites respectives.

## Biographie

### Jeunesse et formation
David John Franco, né le 12 juin 1985 à Palo Alto en Californie, est le fils de Betsy (poétesse, auteure et rédactrice en chef) et de Douglas Franco. Son père est d'origine portugaise et suédoise. Dave a deux frères, Thomas et James, avec qui il a grandi en Californie.
Il a fréquenté l'université de Californie du Sud avant d'abandonner pour devenir acteur.

### Débuts télévisuels et au cinéma (2006-2011)
Il fait ses débuts à Hollywood dans des séries télévisées : après une apparition dans Sept à la maison en 2006, il décroche aussitôt un rôle régulier dans une nouvelle sitcom, Do Not Disturb, avec Jerry O'Connell. Mais la série est retirée de l'antenne au bout de quelques épisodes à la rentrée 2008, faute d'audiences.
Il enchaîne aussitôt avec un rôle récurrent dans la populaire série Greek, puis un autre plus important dans Privileged. Cette série est cependant arrêtée au bout d'une saison. En 2009, il rebondit alors vers une série à succès, Scrubs, qui entre dans sa neuvième saison. Franco incarne, avec trois autres acteurs, une nouvelle génération d'internes en médecine. Mais les audiences sont faibles, et la série définitivement arrêtée.
L'acteur se consacre au cinéma : après des petits rôles dans des petits films indépendants - After Sex (2007), et The Shortcut (2009) - il fait une apparition dans l'acclamé biopic de son frère aîné, Harvey Milk.
La même année, il tient un second rôle dans deux projets indépendants : la comédie dramatique Greenberg, de Noah Baumbach, puis Le Secret de Charlie, de Burr Steers.
En 2011, il est au casting de la comédie horrifique Fright Night, de Craig Gillespie, et joue dans le film d'horreur Bad Meat. Enfin, il fait une apparition non-créditée dans le drame à petit budget de son frère, The Broken Tower.

### Percée commerciale et progression (2012-2018)

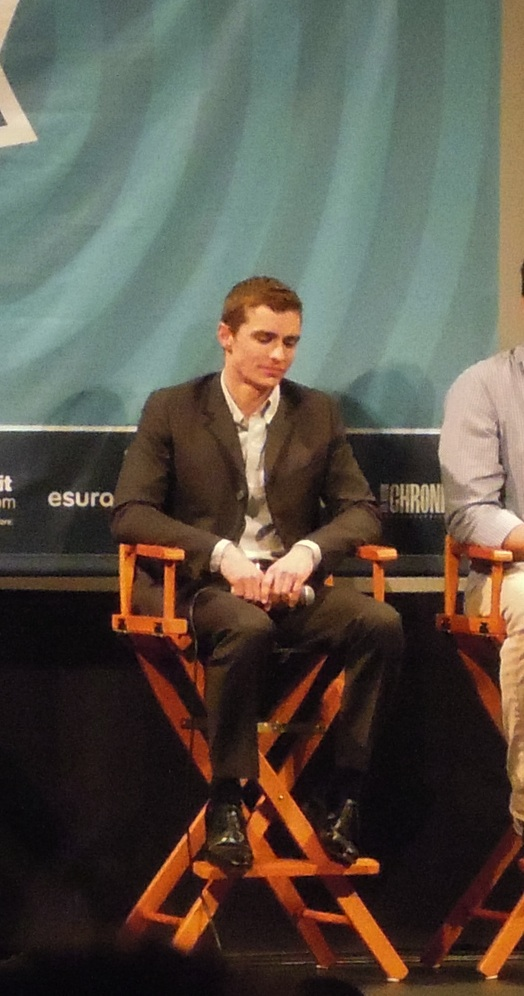
L'acteur en mars 2012, pour la promotion de 21 Jump Street.

C'est l'année 2012 qui le révèle au grand public. Il évolue aux côtés de Channing Tatum, Brie Larson et l'ami de son grand frère Jonah Hill dans la comédie d'action 21 Jump Street, de Phil Lord et Chris Miller, un énorme succès critique et commercial.
En 2013, il confirme avec deux projets très exposés : tout d'abord en jouant dans la comédie fantastique Warm Bodies, de Jonathan Levine, puis surtout en faisant partie du casting de braqueurs magiciens réunis pour le blockbuster  Insaisissables, réalisé par Louis Leterrier. Le film est un joli succès à l'international.
L'année 2014 le voit revenir à un registre potache : il joue l'un des rôles principaux de la comédie Nos pires voisins, de Nicholas Stoller, qui lui permet de jouer le meilleur ami du héros incarné par Zac Efron, mais également de donner la réplique à un autre ami de son frère, Seth Rogen.
En 2015, il partage l'affiche de la comédie Jet Lag avec Vince Vaughn et Tom Wilkinson, sous la direction du réalisateur canadien Ken Scott. Le film est cependant un flop critique et commercial.
L'année suivante, il peut compter sur trois projets pour rebondir : tout d'abord deux suites de ses précédents succès : Nos pires voisins 2, toujours de Nicholas Stoller et Insaisissables 2, cette fois réalisée par Jon M. Chu. Enfin, il est la tête d'affiche du thriller psychologique indépendant Nerve. Il y a pour partenaire la jeune Emma Roberts (la nièce de Julia Roberts).
En 2017, il joue en famille : tout d'abord en évoluant aux côtés de sa compagne Alison Brie dans la comédie noire Les Bonnes Sœurs, de Jeff Baena. Puis en partageant l'affiche de la satire The Disaster Artist, réalisée par James Franco. Parallèlement, il apparaît dans trois épisodes de la série Easy, sur Netflix.
En 2018, il est attendu en tête d'affiche d'une comédie romantique indépendante, 6 Ballons, aux côtés de Abbi Jacobson, puis retrouvera son frère pour une nouvelle satire, Zeroville. Il y prêtera ses traits à Montgomery Clift.

### Passage à la réalisation (Depuis 2020)
En 2020, il passe pour la première fois derrière la caméra avec un thriller horrifique intitulé The Rental dans lequel il dirige sa femme Alison Brie ainsi que Dan Stevens, Jeremy Allen White et Sheila Vand.

## Vie privée
De janvier 2008 à mai 2009, il a fréquenté l'actrice Dianna Agron. Depuis mai 2012, il est en couple avec l'actrice américaine Alison Brie. En août 2015, ils annoncent leurs fiançailles après plus de trois ans de vie commune et se marient en mars 2017,.

## Filmographie
Sauf indication contraire, les informations mentionnées dans cette section peuvent être confirmées par la base de données cinématographiques IMDb,  présente dans la section « Liens externes ».

### Acteur

#### Cinéma
- 2006 : Frat.Bros. : A.J.
- 2007 : SuperGrave de Greg Mottola : Greg
- 2007 : After Sex d'Eric Amadio : Sam
- 2008 : Harvey Milk de Gus Van Sant : Le 5 arbre téléphonique
- 2009 : A Fuchsia Elephant (en) : Michael
- 2009 : The Shortcut (en) : Mark
- 2010 : Greenberg de Noah Baumbach : Rich
- 2010 : Le Secret de Charlie de Burr Steers : Sully
- 2011 : Fright Night de Craig Gillespie : Mark
- 2011 : The Broken Tower de James Franco : Hart Crane jeune
- 2012 : 21 Jump Street de Phil Lord et Chris Miller : Eric
- 2012 : Would You : Dave
- 2013 : Warm Bodies de Jonathan Levine : Perry Kelvin
- 2013 : Insaisissables de Louis Leterrier : Jack Wilder
- 2014 : Nos pires voisins de Nicholas Stoller : Pete
- 2014 : 22 Jump Street de Phil Lord et Chris Miller : Eric Molson (caméo, plus postgénérique)
- 2014 : La Grande Aventure Lego de Phil Lord et Chris Miller : Wally (voix)
- 2015 : Jet Lag de Ken Scott : Mike Pancake
- 2016 : Nos pires voisins 2 de Nicholas Stoller : Pete
- 2016 : Insaisissables 2 de Jon M. Chu : Jack Wilder
- 2016 : Nerve de Henry Joost et Ariel Schulman : Ian
- 2017 : Les Bonnes Sœurs (The Little Hours) de Jeff Baena : Massetto
- 2017 : Ninjago de Charlie Bean : Lloyd (voix)
- 2017 : The Disaster Artist de James Franco : Greg Sestero
- 2018 : 6 Balloons de Marja-Lewis Ryan : Seth
- 2018 : Zeroville de James Franco : Montgomery Clift
- 2018 : Si Beale Street pouvait parler (If Beale Street Could Talk) de Barry Jenkins : Levy
- 2019 : Six Underground de Michael Bay : Six
- 2022 : Day Shift de J. J. Perry : Seth
- 2024 : Love Lies Bleeding de Rose Glass : J. J.
- 2025 : Bubble and Squeak d'Evan Twohy : Norman
- 2025 : Together de Michael Shanks : Tim
- 2025 : Insaisissables 3 (Now You See Me 3) de Ruben Fleischer : Jack Wilder
- 2025 : Regretting You de Josh Boone : Jonah

#### Télévision
Séries télévisées
- 2006 : Sept à la maison : Benjamin Bainsworth (1 épisode)
- 2008 : Privileged : Zach (5 épisodes)
- 2008 : Greek : Gonzo (6 épisodes)
- 2008 : Do Not Disturb (en) : Gus (5 épisodes)
- 2009 : Scrubs : Cole Aarons (13 épisodes)
- 2015 : Other Space : Chad Simpson (2 épisodes)
- 2016 : Easy : Jeff (3 épisodes)
- 2022 : The Afterparty : Xavier (8 épisodes)
- 2025 : The Studio : Dave Franco (2 épisodes)

Séries télévisées d'animation
- 2011 : La Ligue des justiciers : Nouvelle Génération : Edward Nigma / Sphinx (2 épisodes)

#### Clip musical
- 2010 : Go Outside de Cults

### Réalisateur
- 2020 : The Rental
- 2023 : Somebody I Used to Know

### Scénariste
- 2020 : The Rental de lui-même
- 2023 : Somebody I Used to Know de lui-même (coécrit avec Alison Brie)
- 2016 : BoJack Horseman : Alexi Brosepheno (1 épisode)

### Producteur
- 2009 : A Fuchsia Elephant (en) (court métrage) de Dianna Agron
- 2012 : Would You (court métrage) de Rod Blackhurst et Brian McGinn
- 2019 : Masters of Doom (téléfilm) de Rhys Thomas
- 2020 : Zola de Janicza Bravo
- 2020 : The Rental de lui-même
- 2022 : Pam and Tommy (mini-série TV)
- 2023 : Somebody I Used to Know de lui-même
- 2025 : Together de Michael Shanks
- 2025 : Regretting You de Josh Boone

## Distinctions
| Année | Prix                   | Catégorie                  | Travail nommé                                                          | Résultat   |
| ----- | ---------------------- | -------------------------- | ---------------------------------------------------------------------- | ---------- |
| 2012  | MTV Movie & TV Awards  | Meilleur casting           | 21 Jump Street (partagé avec le reste du casting)                      | Nomination |
| 2013  | NewNowNext Award       | Next Mega Star             | Warm Bodies                                                            | Nomination |
| 2013  | Young Hollywood Awards | Fan Favorite               | Warm Bodies                                                            | Lauréat    |
| 2014  | Young Hollywood Awards | Fan Favorite               | Insaisissables                                                         | Lauréat    |
| 2014  | MTV Movie Awards       | Meilleur duo à l'écran     | Nos pires voisins (partagé avec Zac Efron)                             | Lauréat    |
| 2014  | Young Hollywood Awards | Best Cast Chemistry - Film | Nos pires voisins (partagé avec le reste du casting)                   | Nomination |
| 2014  | Young Hollywood Awards | Best Threesome             | Nos pires voisins (partagé avec Zac Efron et Christopher Mintz-Plasse) | Nomination |

## Voix francophones
En France, Yoann Sover est la voix la plus régulière de Dave Franco. Jim Redler l'a également doublé à sept reprises.
Au Québec, il est principalement doublé par Nicholas Savard L'Herbier.